# Orden der Eisernen Krone (Österreich)

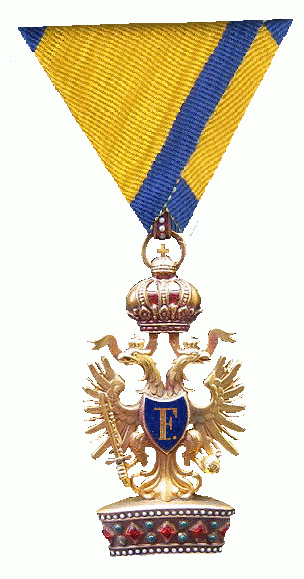
Insigne des Ordens der Eisernen Krone III. Klasse

Der österreichische Orden der Eisernen Krone (italienisch Ordine imperiale della Corona ferrea) war eine hohe zivile und militärische Verdienstauszeichnung, die von 1816 bis zum Ende der Monarchie 1918 in Form eines dreistufigen Ritterordens vergeben wurde.

## Geschichte
Der österreichische Orden der Eisernen Krone wurde am 7. April 1815 durch Kaiser Franz I. als militärischer und ziviler Verdienstorden gestiftet. Im Unterschied zu den übrigen Ritterorden der Monarchie wurde der Orden der Eisernen Krone nicht als Großkreuz, Komtur und Ritterkreuz verliehen, sondern als Ritter der I., II. und III. Klasse (Klassenorden).
Schon 1805 hatte Napoleon Bonaparte nach seiner Krönung zum König von Italien einen nach der Eisernen Krone der Lombardei benannten Orden gleichen Namens geschaffen. Nach dem Sturz Napoleons wurde das Königreich Lombardo-Venetien in den Verhandlungen des Wiener Kongresses dem Kaisertum Österreich zugesprochen. Den Inhabern des napoleonischen Ordens wurde das Tragen des Ordenszeichens durch die österreichischen Behörden untersagt, später erhielten sie jedoch eine Trageerlaubnis für die österreichische Version der ihnen verliehenen Ordensklasse. Auf die Übernahme des ursprünglich napoleonischen Ordens durch die österreichischen Regenten verweist auch die Ordens-Devise AVITA ET AUCTA („Ererbt und Vermehrt“).
Laut § 11 der ursprünglichen Ordensstatuten sollte die Anzahl der Ordensritter 100 nicht überschreiten (20 Mitglieder der I., 30 der II. und 50 der III. Klasse). Doch waren schon im Jahr 1856 fast zweitausend Personen ausgezeichnet worden.
Im Verlauf des 19. Jahrhunderts entwickelte sich der Orden der Eisernen Krone unter den vier höchsten Verdienstorden der österreichisch-ungarischen Monarchie zu dem am häufigsten verliehenen. Obwohl auch zahlreiche Offiziere und Beamte mit dem Orden der Eisernen Krone ausgezeichnet wurden, erlangte er besonders für das aufstrebende Bürgertum eine besondere sozialhistorische Bedeutung (siehe unten). Im Ersten Weltkrieg wurden vermehrt hochrangige Soldaten damit geehrt.
Seit dem Ende der Monarchie 1918 wird der Orden nicht mehr verliehen.

## Aussehen und Trageweise

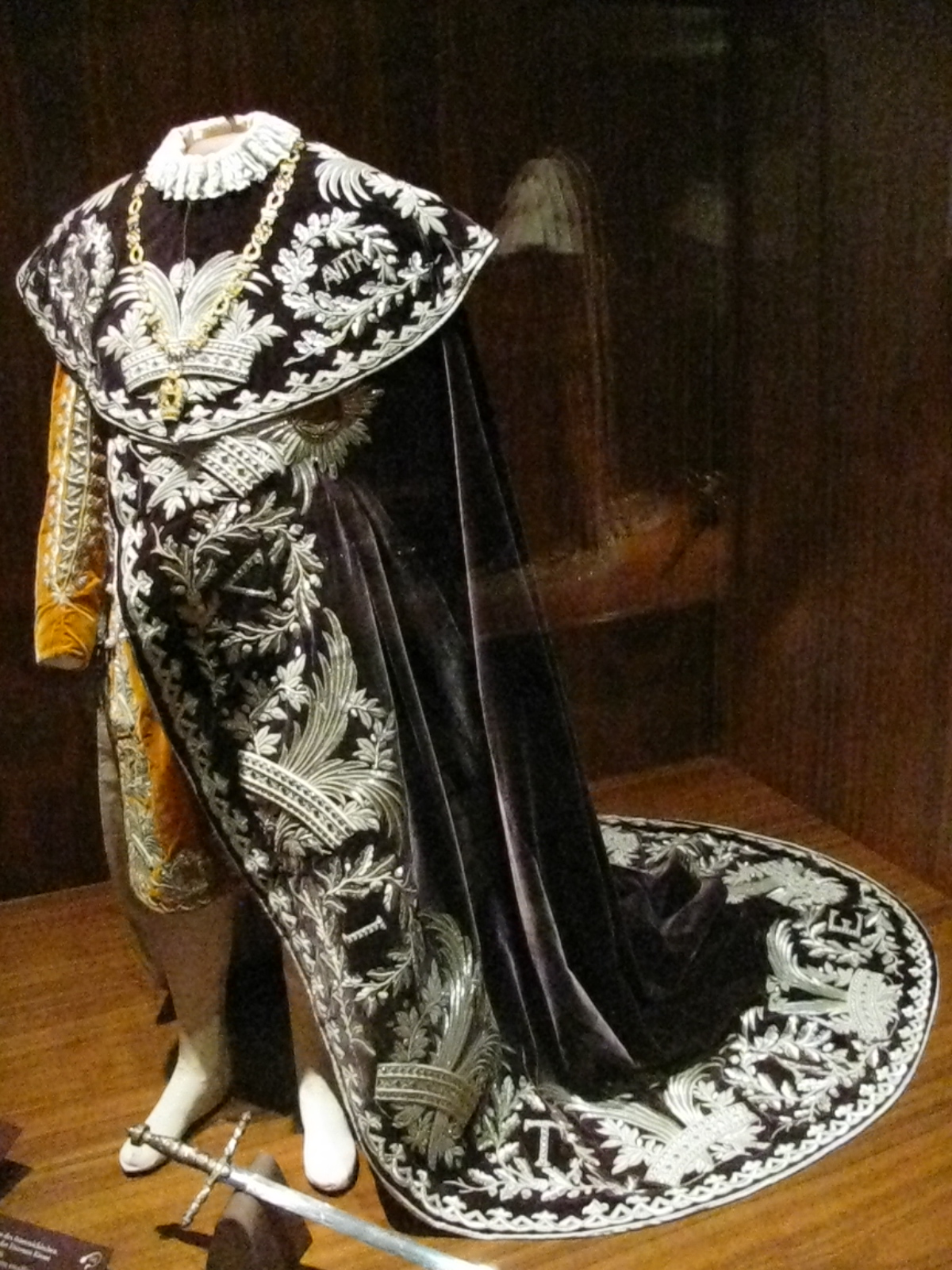
Ornat des Ordens

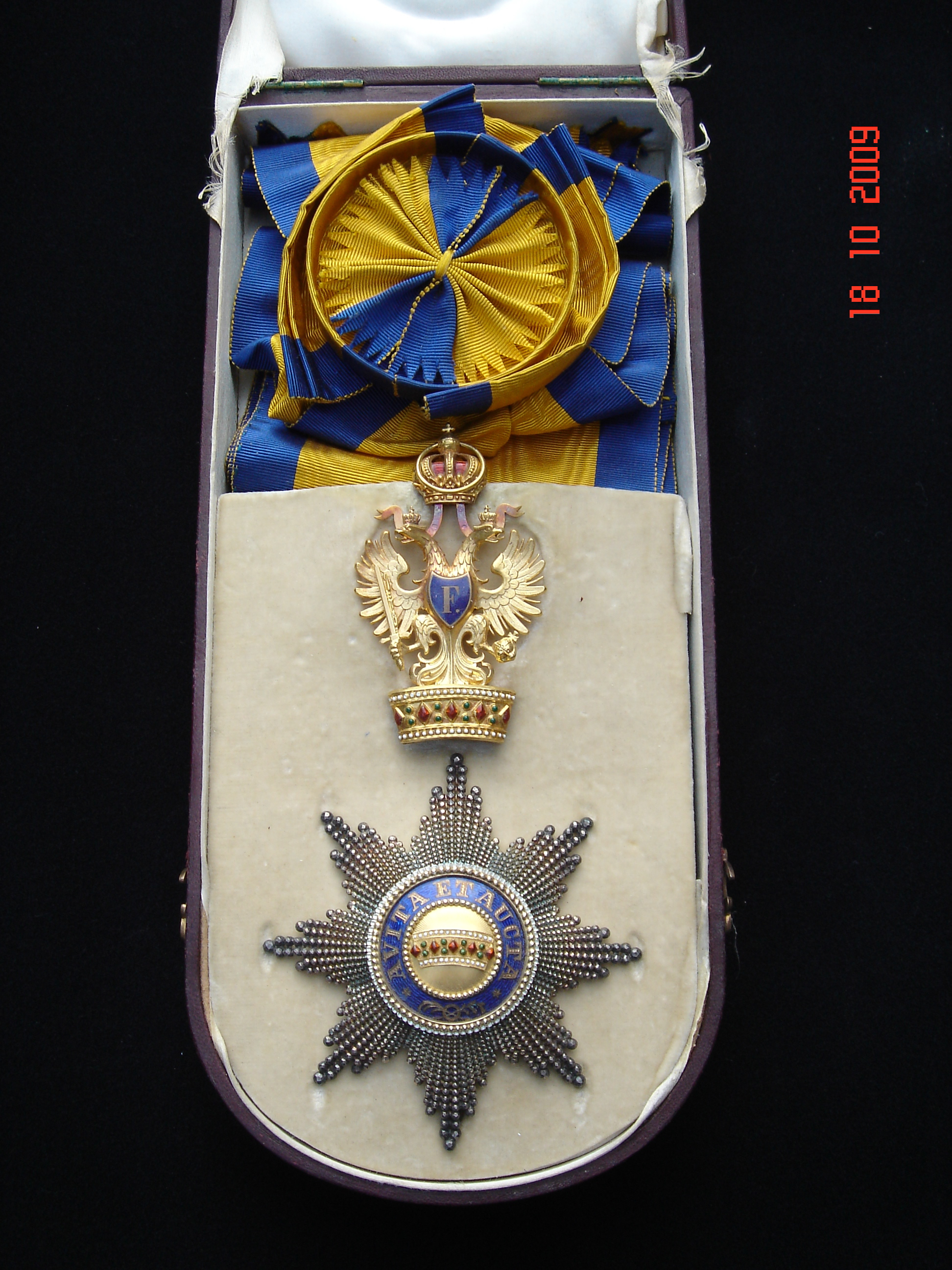
Ritter I. Klasse, mit Ordensstern
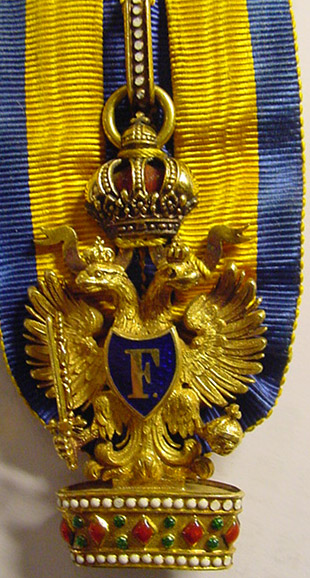
Ritter II. Klasse
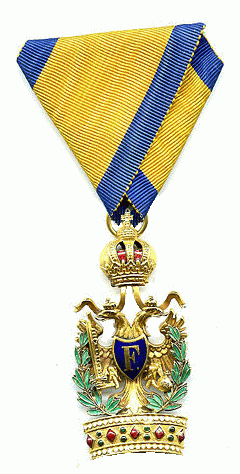
Ritter III. Klasse

### Ordenszeichen
Das Insigne des Ordens zeigt die lombardische Eiserne Krone, auf welcher der zweiköpfige österreichische Adler mit Schwert und Reichsapfel ruht, der auf beiden Seiten an der Brust ein dunkelblau emailliertes Herzschild trägt, auf welchem vorn ein goldenes F (Franz) und hinten das Jahr der Stiftung 1815 steht. Über diesem Doppeladler befindet sich noch in Gold die österreichische Kaiserkrone.

### Ordensband
Das Band ist goldgelb mit dunkelblauer Einfassung.

### Trageweise

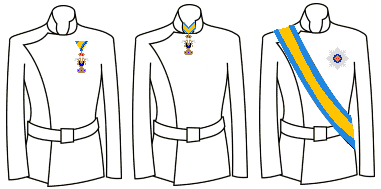
Trageweise von III., II. und I. Klasse

Ritter III. Klasse trugen das Insigne des Ordens ursprünglich an einem schmalen Band am Knopfloch, später meist an einem dreieckig gefalteten Band an der linken Brustseite, Ritter II. Klasse am Band um den Hals. Ritter I. Klasse trugen das Insigne des Ordens an einem breiten Schulterband von der rechten Schulter zur linken Hüfte, dazu einen auf der linken Brust getragenen Bruststern. Bei diesem handelte es sich um einen vierstrahligen, silbernen Ordensstern; das goldene Mittelschild enthält die Eiserne Krone und ist umgeben von einem blauen Reif mit der Inschrift der Ordens-Devise AVITA ET AUCTA („Ererbt und Vermehrt“).
Für militärische Uniformen waren folgende Bandschnallen gebräuchlich:
- Ritter I. Klasse
- Ritter II. Klasse
- Ritter III. Klasse

Zu besonderen Anlässen trugen Ritter I. Klasse den Ornat des Ordens mit der Collane, die abwechselnd aus drei verschiedenen Gliedern gebildet wird, die aus den verschlungenen Buchstaben F. P. (Franciscus Primus), aus einem Eichenkranz und aus der Eisernen Krone bestehen, ferner hat die Kette noch ein Mittelglied aus einem größeren Eichenkranz mit durchgesteckten Eichen- und Palmenzweigen, an welchem das Ordenszeichen hängt.

### Zusatzdekorationen
Am 12. Jänner 1860 folgte per Statut die Einführung der Kriegsdekoration zu allen Ordensklassen als Auszeichnung für unmittelbar vor dem Feind erworbenen Verdienste. Es handelt sich dabei um einen goldenen, grün emaillierten Lorbeerkranz, der um den Doppeladler gelegt ist.

## Adelsstand und Privilegien
Bis 1884 war für Untertanen der von den Habsburgern regierten Länder mit der Verleihung der III. Klasse des Ordens der Eisernen Krone die Erhebung in den erblichen Ritterstand verbunden, mit der II. Klasse die Erhebung in den erblichen Freiherrenstand. Die Verleihung der I. Klasse brachte den Geheimratstitel mit der Anrede „Exzellenz“ und Mitgliedschaft im Hofstaat ein. Am 24. August 1884 wurde die automatische Nobilitierung aus den Statuten des Ordens der Eisernen Krone gestrichen (Erlass des k.k. Ministerium des Inneren), ebenso aus denen des Leopold-Ordens.
Als Großmeister des Ordens fungierte der regierende Monarch.

## Sozialhistorische Bedeutung
Obwohl auch zahlreiche Offiziere und Beamte mit dem Orden der Eisernen Krone ausgezeichnet wurden, erlangte er besonders für das aufstrebende Bürgertum der Donaumonarchie eine besondere sozialhistorische Bedeutung. Ab bestimmten Rängen im Staatsdienst sowie für Geldspenden ab einer bestimmten Höhe für soziale Zwecke (oft für die im 19. Jahrhundert zahlreich vorhandenen Witwen- und Waisenstiftungen) „gebührte“ nach ungeschriebener Konvention eine der drei Klassen des Ordens. Auch bedeutende bürgerliche Unternehmer wurden infolge ihrer Auszeichnung mit dem Orden der Eisernen Krone nobilitiert, z. B. 1872 der Industrielle Adolf Ignaz Mautner als „Ritter Mautner von Markhof“, der sich neben seiner wirtschaftlichen Rolle als Mäzen des Mautner-Markhof'schen Spitals in Wien betätigt hatte.

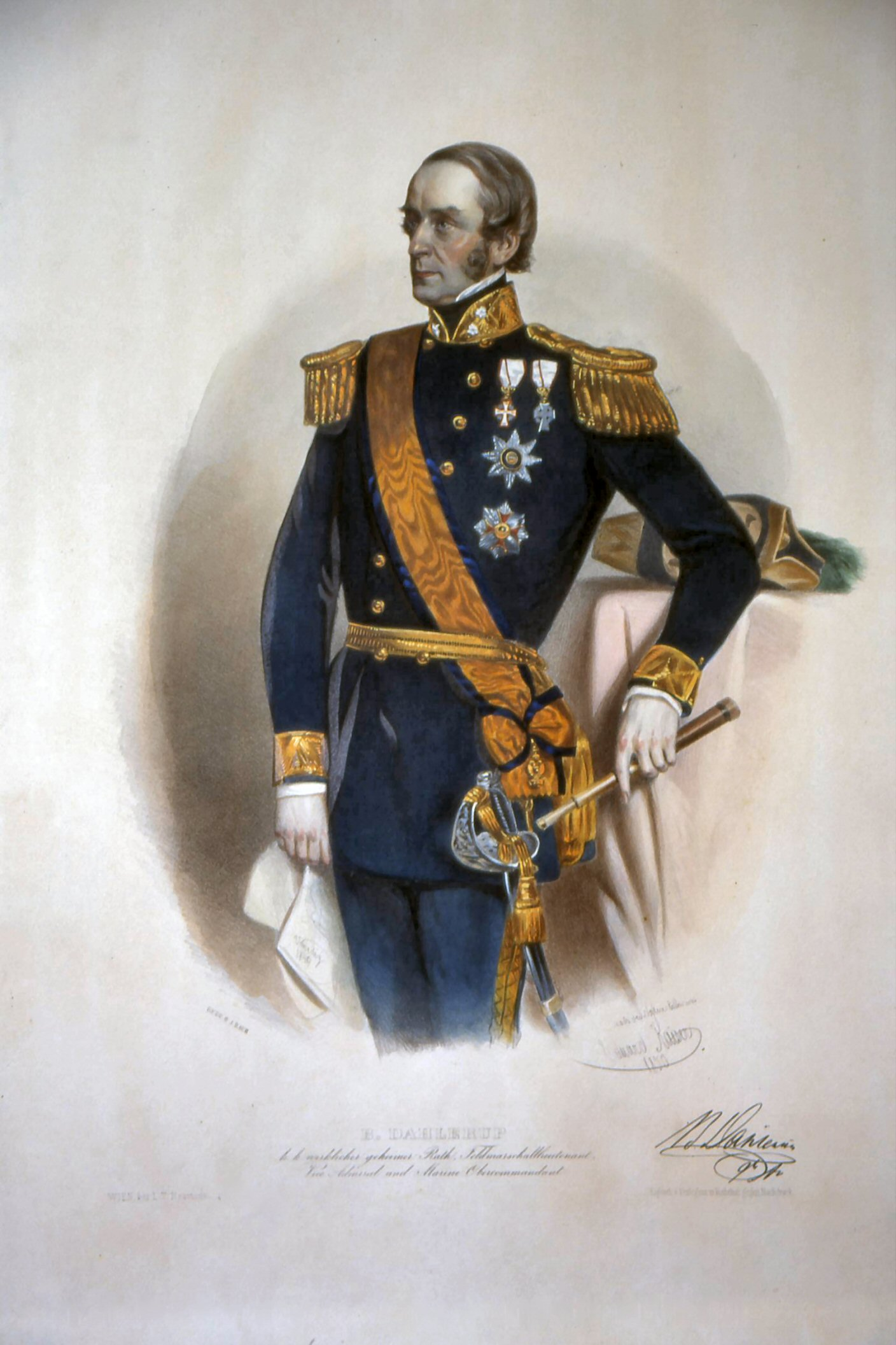
Vizeadmiral Hans Birch Dahlerup 1850 mit Stern und Schulterband eines Ritters I. Klasse
Fürst Paul IV. Esterházy de Galantha mit Stern und Schulterband eines Ritters I. Klasse
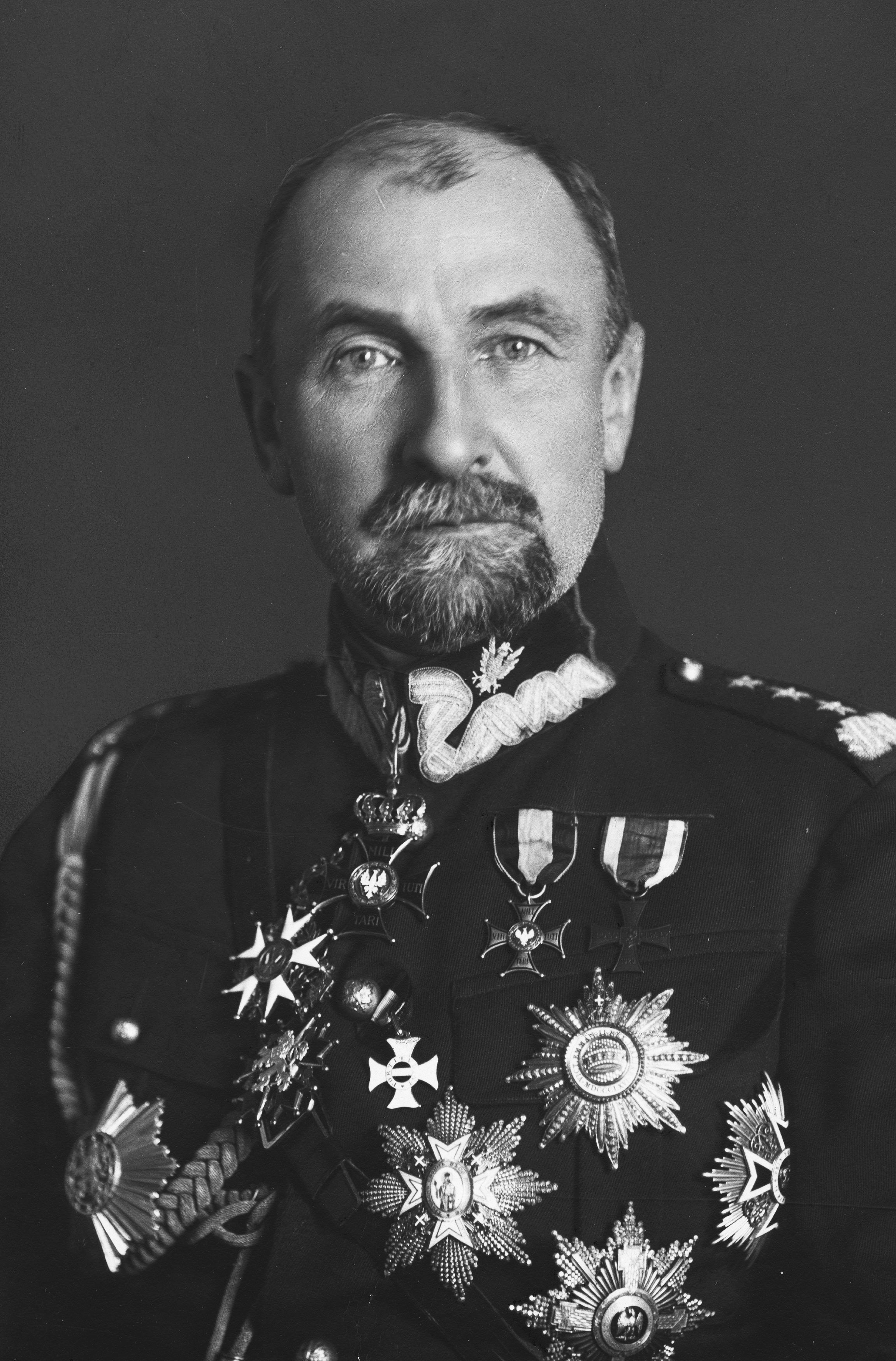
Feldmarschallleutnant Tadeusz Rozwadowski mit Stern eines Ritters I. Klasse (rechts oben)
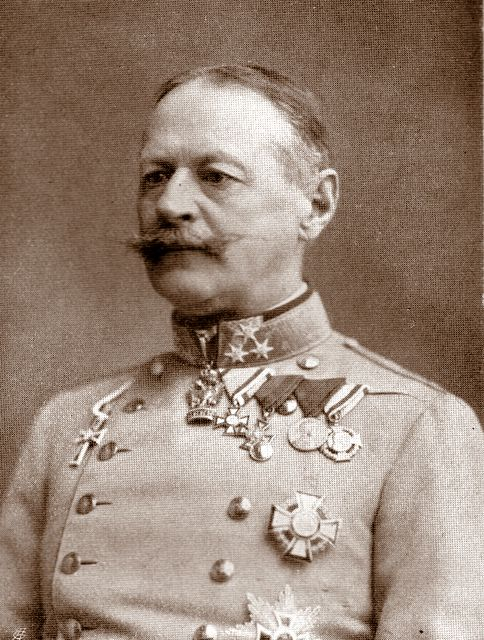
Alexander von Krobatin, Feldmarschall und Kriegsminister, 1914 mit Orden II. Klasse
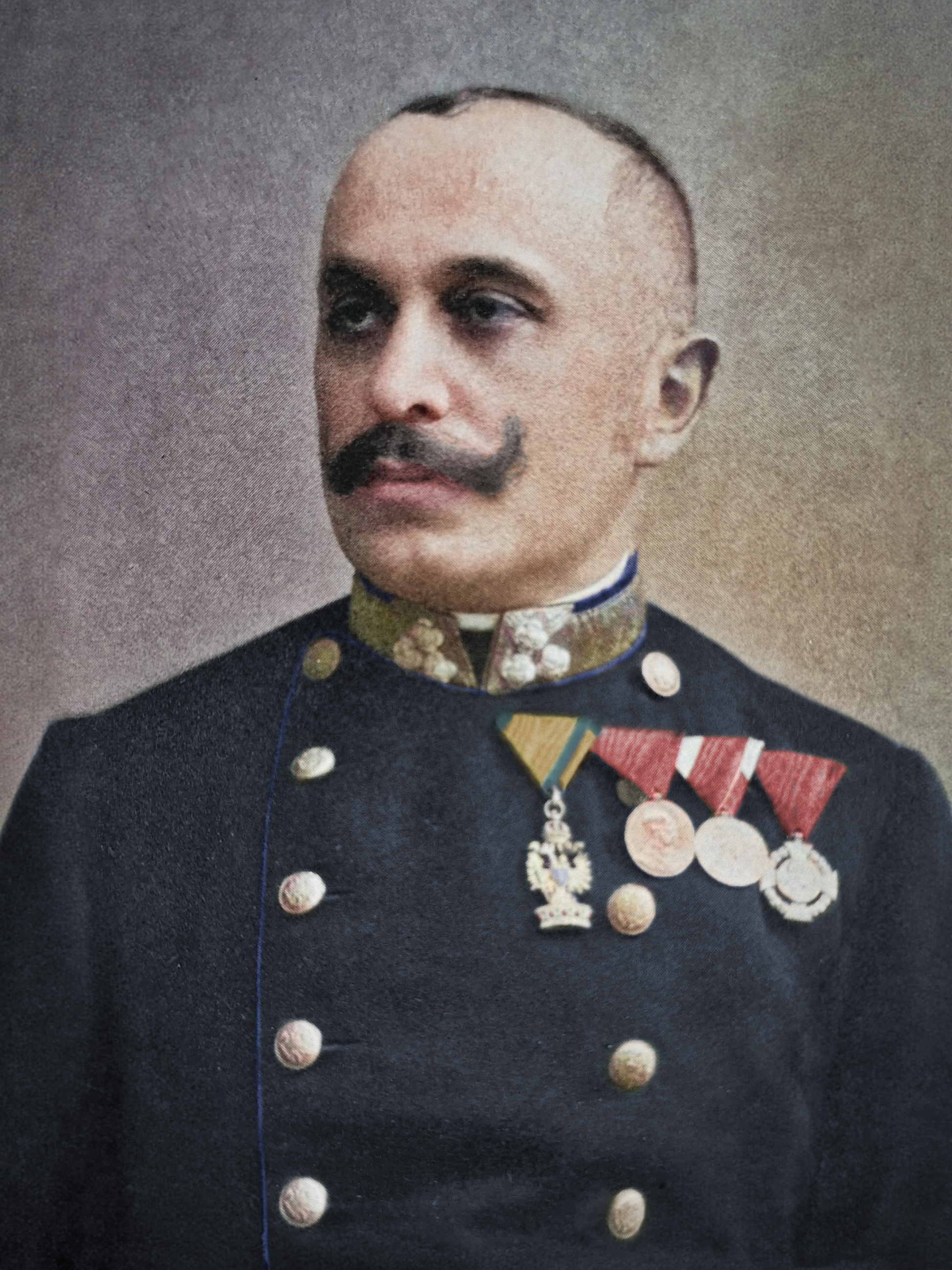
Erster Staatsanwalt Dr. Demeter Ritter von Tuschinski im Jahr 1912 mit Orden III. Klasse

Im 19. Jahrhundert sollte diese Gesellschaftsschicht, die für die wirtschaftliche Entwicklung des Landes von großer Bedeutung war, auch mittels Orden und Titel an die Habsburger-Dynastie und das traditionelle Staatsgefüge gebunden werden. Diese immateriellen Ehrungen kosteten den Staat nichts. (Im Gegenteil: von den Ordenswerbern zu entrichtende Taxen flossen in das Budget; später, in konstitutioneller Zeit, in den für Bestechungen von Journalisten und anderen Personen bestimmten „Dispositionsfonds“ der jeweiligen Regierung). Da die Verleihung erblicher Adelstitel ohne Ordenszugehörigkeit auch in der Habsburgermonarchie zunehmend an materielle Bedingungen geknüpft wurden (ein Adelserwerber musste finanziell dazu in der Lage sein, ein „standesgemäßes Leben“ zu führen, worunter man anfangs in erster Linie einen entsprechend großen Güter- bzw. Grundbesitz verstand), entwickelte sich der Orden der Eisernen Krone zum Instrument einer „Nobilitierungsmaschinerie“ (siehe Adel, Zweite Gesellschaft). Mit der Verleihung der I. Klasse des Ordens – in ihr waren soziale Aufsteiger nur sehr selten vertreten – war statutenmäßig, sofern noch nicht vorhanden, die Zuerkennung der Würde eines Geheimen Rates und damit der Hoffähigkeit verbunden (z. B. wurden bürgerliche Minister der konstitutionellen Ära öfters mit der ersten Ordensklasse bedacht). Die Verleihung der II. Ordensklasse bewirkte, sofern noch nicht vorhanden, die Erhebung in den Stand eines erblichen Freiherrn (Baron), die III. die Erhebung in den Stand eines erblichen Ritters. 1884 wurden die in den Ordensstatuten vorgesehenen Adelstandserhebungen durch Kaiser Franz Joseph I. beendet.